# Johann Karl von Pálffy
Graf Johann Karl I. von Palffy (* 4. Dezember 1645 in Mailand; † 3. November 1694 in Mailand) war kaiserlich österreichischer Feldmarschall.

## Leben
Seine Eltern waren der Palatin Paul IV. von Pálffy (1592–1653) und dessen Ehefrau Franziska Khuen von Belasy.
Der Graf trat am 3. Juli 1672 in die kaiserlichen Armee ein. Er stellte auf eigene Kosten zwei Regimenter auf, ein ungarisches und ein kroatisches, und war als deren Oberst und Kommandeur. Er wurde am 21. Juli 1682 Generalfeldwachtmeister und am 18. August 1687 zum Chef der Garde ernannt
Während des 5. Türkenkrieg wurde er am 3. Dezember 1683 zum Feldmarschall-Lieutenant befördert. Er kämpfte bei Párkány und Gran. Am 6. Mai 1687 wurde er zum General der Kavallerie ernannt. Er kämpfte danach für Eugen von Savoyen in Italien am 4. Oktober 1693 in der Schlacht bei Marsaglia, wo sein Sohn Franz fiel.
Zuletzt kam er nach Mailand, wo er am 12. Mai 1694 zum Feldmarschall ernannt wurde. Er starb dort überraschend am 3. November 1694.

## Familie
Palffy heiratete am 3. März 1669 Sidonia Agnes von Liechtenstein (* 1645; † 20. März 1721). Das Paar hatte zwei Söhne:
- Nikolaus (V.) Joseph (* 1671; † 10. August 1706) ⚭ 1693 Gräfin Juliana Drugeth de Homonna (* 1679; † 1726)[2]
- Franz († 4. Oktober 1693) gefallen bei Marsaglia (Pinerolo).